# 維什瓦拉鄉 (瓦斯盧伊縣)
46°22′48″N 27°52′48″E / 46.38000°N 27.88000°E
維什瓦拉鄉（羅馬尼亞語：Comuna Viișoara, Vaslui），是羅馬尼亞的鄉份，位於該國東北部，由瓦斯盧伊縣負責管轄，面積51平方公里，海拔高度175米，2007年人口2,051，人口密度每平方公里40人。